# エーミール・マール
エーミール・マール（Emil Mahr, 1851年3月25日 - 1914年3月31日）は、ドイツ出身のヴァイオリニスト、音楽教師。

## 経歴
ナッサウ公国のヴィースバーデンに生まれ、ヨーゼフ・ヨアヒムに師事した。1876年と1882年のバイロイト音楽祭で第一ヴァイオリン奏者、1877年から1887年までイギリスのロンドンにてハンス・リヒターの主宰によるリヒター・コンサートのコンサートマスター、1885年から1887年までジョージ・ヘンシェルの主宰によるロンドン交響楽コンサートのコンサートマスターを務めた。1887年から亡くなるまでアメリカ合衆国マサチューセッツ州ボストンのニューイングランド音楽院で教授となり、ヴァイオリン、ヴィオラ、室内楽のクラスを担当した。
ニューイングランド音楽院でのヴァイオリンの教え子に幸田延、ジュリア・クルンプケ、アルバート・アーネスト・ウィアーがいる。